# 稻荷町站 (富山縣)
稻荷町站（日语：／ Inarimachi eki */?）是隸屬於富山地方鐵道的鐵路車站，座落於富山縣富山市，是其中一個主線與支線分離的轉接站，往不二越、南富山及上瀧等方向的列車會在此站轉入不二越、上瀧線。為直營站，全日均有正式職員於站務室內駐守。

## 車站結構
| 月台 | 路線              | 方向 | 目的地                                       | 備註       |
| ---- | ----------------- | ---- | -------------------------------------------- | ---------- |
| 1    | ■本線 ■立山線     | 上行 | 電鐵富山方向                                 | 位於中間   |
| 2    | ■本線             | 下行 | 上市、中滑川、電鐵黑部、舌山、宇奈月溫泉方向 | 位於最左側 |
| 2    | ■立山線           | 下行 | 岩峅寺、立山方向                             | 位於最左側 |
| 3    | ■不二越線、上瀧線 | 上行 | 電鐵富山方向                                 | 位於最右側 |
| 3    | ■不二越線、上瀧線 | 下行 | 經南富山往岩峅寺方向                         | 位於最右側 |

## 利用人數
| 乘車人員推算 | 乘車人員推算 |
| 年度         | 1日平均人數  |
| ------------ | ------------ |
| 2004年       | 499          |
| 2005年       | 521          |
| 2006年       | 524          |
| 2007年       | 544          |
| 2008年       | 538          |
| 2009年       | 536          |
| 2010年       | 523          |
| 2011年       | 544          |

## 相鄰車站
富山地方鐵道
■本線、■立山線
特急「宇奈月」
通過
快速急行
電鐵富山（T01） ← 稻荷町（T02） ← 寺田（T08）
快速、普通
電鐵富山（T01）－稻荷町（T02）－新田中（T03）
■ 不二越線
普通
電鐵富山（T01）－稻荷町（T02）－榮町（T58）

## 外部連結
- 富山地方鐵道稻荷町站公式網頁。 （页面存档备份，存于）（日語）